# Zsigmond Kemény

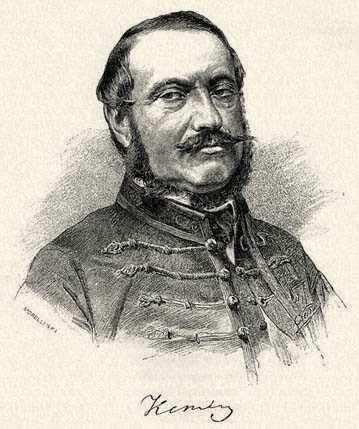
Zsigmond Kemény.
Portret de Gusztáv Morelli

Zsigmond Kemény (n. 12 iunie 1814, Alvinc, azi Vințu de Jos - d. 22 decembrie 1875, Pusztakamaras, azi Cămărașu) a fost un scriitor maghiar.

## Opera literară
- Gyulai Pál (1847)
- Férj és nő (Soț și soție, 1852)
- Szerelem és hiúság (Iubire și vanitate, 1854)
- Özvegy és leánya (Văduva și fiica ei, 1857)
- A rajongók (Fanaticii, 1859)